# Густов, Владимир Константинович
Влади́мир Константинович Гу́стов (род. 26 июня 1961, Ленинград) — гитарист, аранжировщик, композитор, звукорежиссёр. В настоящее время — участник группы Максима Леонидова Hippoband.

## Биография
Начал заниматься музыкой с пяти лет. После того, как услышал альбом «McCartney 1», собрал свою первую группу. В это же время начал экспериментировать со звукозаписью, записывая методом наложения двумя магнитофонами «Соната». В 1975 году после выхода альбома Queen «A Night At The Opera» решил заниматься музыкой профессионально[значимость факта?].

### Студия Каскад
Музыкальная карьера Густова началась в середине 70-х годов в самодеятельном ансамбле «Студия Каскад». В группе «Студия Каскад» вместе с Владимиром Густовым играли двое его школьных друзей — Александр Шильников (бас-гитара) и Борис Корнилов (клавишные). В 1977 году к ним присоединились вокалист Александр Щеглов, (позже — «Марафон», «Русские» и др.) и барабанщик Павел Разживин (позже — трио «Секрет»). Музыканты играли кавер-версии песен Humble Pie, Deep Purple, Santana и собственные композиции арт-роковые пьесы с элементами психоделии, написанные в основном Густовым. Несколько раз «Студия Каскад» занимала первые места на городских конкурсах музыкальных коллективов. В 1979 году Борис Корнилов уходит в армию и группа распадается. Оставшиеся записи на бытовой магнитной ленте не поддаются реставрации[значимость факта?].
В 17 лет Густов во время гастролей в СССР австралийского певца Тони Монополи успешно заменил заболевшего гитариста из сопровождающей группы, чем обратил на себя внимание многих деятелей эстрады.
В 1980 году окончил Ленинградское музыкальное училище им. М. П. Мусоргского по классу джазовой гитары, затем в течение пяти лет преподавал там же. Среди учеников Владимира Густова был Александр Ляпин («Аквариум»), вместе с которым он впоследствии создал легендарную группу «Теле-У».

### Теле-У
Первый сольный проект легендарного гитариста Александра Ляпина «Теле- У» образован зимой 1983 года вместе с таким же супер-гитаристом Владимиром Густовым при участии других музыкантов, параллельно успешно игравших в рок-клубовских группах. Задуманный как дуэт двух блюзовых гитаристов-виртуозов, проект оказался очень удачным. «Теле-У» принял участие во втором и третьем рок-фестивалях. На втором фестивале сразу получил звание лауреата и грамоту «за исполнительское мастерство», Ляпин и Трощенков отмечены как инструменталисты, а композиция «Нет войне» — как одна из лучших. К 1986 году группа прекращает своё существование в связи с уходом Владимира Густова.
Преподавание в музыкальном училище Густов совмещал со студийной работой, эпизодическими выступлениями на джазовых фестивалях с квартетом саксофониста Михаила Костюшкина («Поп-механика», ансамблем Д. Голощёкина, группой «Чай вдвоём») и сессионной работой в различных коллективах.
Огромное влияние на творческий рост и карьеру Владимира Густова оказало знакомство с блистательным молодым композитором Виктором Резниковым. Несколько музыкальных изданий называют Владимира Густова среди лучших музыкантов страны. Позже поступает предложение от Аллы Пугачёвой работать в её группе «Рецитал», но, из-за советской бюрократии, этот проект не состоялся[значимость факта?]. Несмотря на это, спустя несколько лет, Пугачёва и Густов спели дуэтом песню Владимира Густова «Огонь в руке» на «Рождественских встречах» 1993 года.

### Рандеву
В 1986 году известный концертный и театральный режиссёр Александр Ревзин собирает группу «Рандеву», в которой оказался и Владимир Густов. Она состояла из лучших на тот момент ленинградских музыкантов и балетной группы под руководством Геннадия Сенькова. После недолгих репетиций была выпущена шоу-программа. Эту программу приезжали смотреть не только столичные звёзды, но и зарубежные артисты. Группа играла кавер-версии песен Yes, Foreigner, Dire Straits и оригинальные композиции Владимира Густова, Алексея Петрова и Константина Балакирева. Коллектив дал более 500 концертов, гастролировал в Эстонии и Латвии. Среди друзей «Рандеву», неоднократно побывавших на выступлениях группы были: Алла Пугачева, Владимир Кузьмин, Лариса Долина, артисты театров «Буфф», «Лицедеи» и многие другие. Группа просуществовала два с половиной года, и в 1988 году Владимир Густов и несколько музыкантов «Рандеву» репетируют, чтобы создать новую группу, назвав её Radio Rock.

### Radio Rock
Летом 1988 года Густов, работая на радио, помог начинающему певцу Владимиру Харитонову записать песню «Новый день». Союз оказался успешен, и они решили продолжить сотрудничество. К концу осени определился состав участников новой группы, получившей имя Radio Rock, а в декабре она уже начала репетиции. Кроме Густова (гитара, вокал) и Харитонова (вокал) в рядах Radio Rock сказались: Валерий Судаков (бас, экс-«Последние Известия»), Евгений Олешев (клавишные, экс-«Теле У»), Владимир Кушнир (клавишные) и Сергей Дойков (барабаны). Летом 1989 года группа Radio Rock попыталась снискать расположение жюри телеконкурса «Юрмала-89», в рамках которого В. Харитонов стал его дипломантом. В том же году группа выпустила альбом «Religion». Radio Rock отравляются в турне по России и Украине, а также играют серию концертов в СКК вместе с английскими группами «Passion» и «Gipsy Queen». Эти выступления снимает ирландское телевидение. В октябре 1989 года В. Кушнир ушёл из группы и позже появился в аккомпанирующем составе «Секрета». В январе следующего года В. Судакова сменил новый басист Вадим Рябов, игравший в группе «Санкт-Петербург».
В 1990 году Radio Rock побывали в Париже на рок-фестивале. После возвращения В. Харитонов заявляет о своем уходе из группы. В срочном порядке ему нашли достойную замену в лице Вячеслава Шкутова. В конце года Radio Rock участвуют в «Рождественских встречах» Аллы Пугачевой, а в августе 1991 года открывают концерт «Рок против танков» на Дворцовой площади в Санкт-Петербурге. Этим же летом группа записывает свой второй альбом «The Russian Eagle», на песню «Crazy Game» с которого режиссёром Олегом Гусевым был снят видеоклип. Спустя три года после записи, в 1994-м, альбом «The Russian Eagle» издаётся на компакт-диске лейблом J.S.P.
Следующий (и последний) альбом «The Crime & The Punishment» музыканты записали в 1995 году. Вновь не обошлось без замен. Барабанщика Сергея Дойкова сменил Тигран Пантелеев, а Вячеслава Шкутова — молодой талантливый певец и композитор Игорь Балакирев.
В 1996 году группа Radio Rock прекратила своё существование. Балакирев и Густов создали новый проект Be Good. Евгений Олешев занимается студийной работой, а также с Владимиром Густовым играет в группе Макса Леонидова Hippoband. Вадим Рябов — участник вокального ансамбля Digest. А Тигран Пантелеев эмигрировал в США.
18 марта 2016 года на лейбле Sublimity Records вышел 3-дисковый бокс-сет Vladimir Gustov’s Radio Rock «The Anthology», включающий альбомы «Religion» (1989), «The Russian Eagle» (1991) и «The Crime & The Punishment» (1995), а также 4 эксклюзивных бонус-трека 1989 и 1991 годов, и видеоклип «Crazy Game» (1991). Издание вышло лимитированным тиражом в 125 пронумерованных экземпляров с 32-страничным буклетом, включающим историю группы, архивные фотографии и тексты всех песен. Ремастеринг альбомов был выполнен лично Владимиром Густовым. Музыкальный критик Всеволод Баронин охарактеризовал альбомы Radio Rock ни много ни мало, как: «Краеугольные камни национальной модели мелодик-рока».

### SUS
Перемены в стране в начале 90-х сломали железный занавес, и Владимир Густов откликнулся на предложение Виктора Резникова участвовать в русско-американском проекте «SUS» (Soviet Union — United States). Группа собралась в 1990 году. В неё вошли Dan Merrill (вокал, гитара), Виктор Резников (вокал, клавишные), Steven Boutet (клавишные), Владимир Густов (гитара),Дмитрий Евдомаха (ударные). Все песни были написаны Виктором на слова Дэна. В студии группе также помогали аранжировщики Кирилл Широков и Виктор Смирнов. Трагическая гибель Виктора Резникова в начале 1992 года прервала замечательный проект, обещавший стать очень популярным как в России, так и в США. Сохранились записи и видеоклипы группы, снятые на студии «Рекорд». В настоящий момент Dan Merrill успешно выступает со своей группой в Америке. В студии ему помогает Кирилл Широков, иммигрировавший в Канаду в 1998 году.

### Cool Fire
«Cool Fire» — это группа друзей-музыкантов, которых Владимир Густов собрал в 1995 году. Состав постоянно меняется. Стиль — инструментальная гитарная музыка от Fusion до Flash rock. Выступления проходят не очень часто. За последние годы группа несколько раз играла на различных площадках Санкт-Петербурга. После записи третьего альбома Radio Rock «The Сrime & The Punishment» Владимир Густов играет несколько инструментальных концертов с гитаристами Александром Ляпиным и Игорем Романовым.
В 1997 году Владимир Густов создаёт студию «Фаворит», в которой записывались Игорь Балакирев, Be Good, Cool Fire", Radio Rock, No Angels (Германия), телевизионный проект Stars Search (Германия), первый сольник Наташи Райт из La Bouche, Tom Schluter & Valery Brusilovsky (Германия), Секрет, Hippoband, Чай Вдвоём, Digest, «Пуля», фолк-группа Трын-Трава, телевизионный проект «О. Б. Ж.», Максим Леонидов, Николай Фоменко, Андрей Заблудовский, Алексей Мурашев, Петр Подгородецкий, Сергей Галанин, Игорь Корнелюк, Михаил Боярский, Сергей Боярский, Лайма Вайкуле, Татьяна Буланова, Алексей Кортнев, Марина Капуро, Наталья Подольская, Авраам Руссо, Вадим Казаченко, Борис Штоколов, Алики Усубиани, Олег Кваша, Игорь Латышко, Юрий Стоянов, Илья Олейников, Сергей Рогожин, Иван Ургант, Светлана Хоркина, Зара, Александр Лыгун, Сергей Пак, Александр Соколов (Доктор Генслер), Олег Скобля, Стелла Джани, Георгий Колдун, Олег и Галина Ивановы, Леонид Резетдинов, Леонид Захожаев, Александр Третьяков, Андрей Иванов, Михаил Жидких, Андрей Солодкий, Анна Резникова, Владимир Павлючков, Мефодий, Александр Самошкин, Александр Гордин, Ирина Любимская, Александр Любимский, Борис Рубин, Николай Виноградов, Лиза Улахович, Максим Пашков, Виктор Плешак, Игорь Логинов, Мария Кокшарова, Антон Грызлов, DJ 108, DJ Кефир, DJ Keet.

### Hippoband
В марте 1996 года Максим Леонидов решил собрать собственную группу для возобновления концертной деятельности в России. На его предложение откликнулись: Владимир Густов (гитара, вокал), Евгений Олешев (клавишные, вокал), Юрий Гурьев (бас, вокал) и Евгений Лепендин (ударные, вокал). После двух месяцев репетиций, в конце мая, состоялся первый концерт. Он прошёл в казино «Конти» и имел большой успех. Стало ясно, что группа состоялась. В этом же году, сначала на студии «Ленфильм», а потом на вновь открывшейся студии Владимира Густова «Фаворит», началась работа над альбомом «Проплывая над городом». Альбом вышел в сентябре 1997 г., и сразу стал популярным. Такие хиты, как «Видение», «В её глазах хала-гали», «Свинговый переулок» крутили почти все российские радиостанции. К этому времени Е. Лепендин переезжает в Москву для работы с Владимиром Пресняковым, и начинается долгий поиск замены. В группе переиграли несколько барабанщиков, пока в неё не пришёл Юрий Сонин, игравший до этого в различных питерских альтернативных командах. У группы начинается тяжелая работа. На волне популярности ребята объездили почти всю страну, не забывая и о записи следующего альбома. Он вышел в 1999 г. и назывался «Не дай ему уйти». На студии «Фаворит» записаны и сведены все следующие альбомы Макса Леонидова. Это: «The Best»(2000 г.), «Четверг»(2001 г.), «Hippopotasm»(2003), «146 Минут в России» (2CD Live) (2004), «Основы Фен-Шуя» (2005), «Мир Для Марии» (2007). Очень часто на концертах и в студии группе помогает великолепный питерский саксофонист Михаил Жидких. В записи альбомов Максима Леонидова также принимали участие: Лариса Долина (вокал), Нелли Закржевская (скрипка). На альбомах М. Леонидова есть шесть песен, которые написал В.Густов: «Дождь», «Маршруты журавлей», «1979», «Кто я такой», «Барби и Кен» (тексты Макса) и «Игра» на стихи Александра Володина. Владимир Густов является музыкальным руководителем группы, а также саунд продюсером. Владимир Густов так же является саунд-продюсером группы Секрет (сингл «Ничего не Исчезает» (2003) и альбома «Все Это и есть Любовь» (2014).

### Be Good
Музыкальный проект Be Good образован в 1996 году участниками распавшейся к тому времени группы Radio Rock — Владимиром Густовым и Игорем Балакиревым. Все песни, вошедшие в пять альбомов, написаны ими совместно. Песни англоязычные. Аранжировки делает Владимир, Игорь выполняет всю работу по вокалу.
Как гитарист, мультиинструменталист и аранжировщик Владимир Густов принимал участие более чем в 2000 студийных сессий. В настоящее время он является музыкальным руководителем и саунд-продюсером группы Максима Леонидова Hippoband. В альбомах этой группы присутствуют композиции, музыку к которым написал Густов: «Дождь», «Маршруты журавлей», «1979» и другие.
Параллельно продолжается работа над инструментальным проектом Cool Fire и поп-рок-проектом Be Good вместе с питерским вокалистом и композитором Игорем Балакиревым. Запись этих проектов проходит на студии «Фаворит».

## Дискография

### Radio Rock
- Religion (1989)
- The Russian Eagle (1991)
- The Crime & The Punishment (1995)
- The Anthology (3CD бокс-сет) (2016)

### Be Good
- All About You (2000)
- Careless Child (2004)
- See U Tonite (2006)
- Seven Star Hotel (2009)
- Welcome To My Party (2015)
- Tribute Queen - Live at Coliseum (2015)
- Not Bad - The Best! (2018)

### Соло
- Чудо из чудес (1983)
- Окно в осень (1984)
- Снежная королева (1987)
- Открытая дверь (1987)
- Mystery Life (instumental) (1988)
- Rock Tears (instumental) (1991)
- Ballads  (1994)
- Cool Fire (instumental) (1995)
- Rabbits On the Moon (instumental) (2015)
- Time is an Illusion (instumental) (2020)

## Заслуги
Девять раз Владимир Густов был назван среди лучших музыкантов страны:
- 1983 — мультиинструменталист, аранжировщик;
- 1984, 1985, 2000 — гитарист;
- 1987, 1996 — композитор;
- 1996 — overall musician;
- 2007 — звукорежиссёр (дважды).

В 1990 году песня Владимира Густова «Новый день» в исполнении Ларисы Долиной заняла второе место в хит-параде Франции.
В 2009 году группа «Be Good» с песней «Keep On Playing Your Guitar» заняла второе место в конкурсе Real Time Music-2009.